# Чабаровский сельский совет
Чабаровский сельский совет (укр. Чабарівська сільська рада) — входит в состав
Гусятинского района
Тернопольской области
Украины.
Административный центр сельского совета находится в 
с. Чабаровка.

## Населённые пункты совета
- с. Чабаровка